# Петлован бубњар
Петлован бубњар (лат. Habroptila wallacii, рус. Пастушок-барабанщик) је врста птице из породице барских кока (лат. Rallidae) и једини представник монотипичног рода Habroptila.

## Опис
Петлован бубњар је крупна птица дуга 33-40 cm, боја перја одрасле птице је црна, кљун је дуг и црвене је боје, ноге су такође црвене. Мужјаци и женке се не разликују у изгледу. Ендемит је острва Халмахера (Малајски архипелаг). Петлован бубњар је једна од острвских врста из породице барских кока која је изгубила способност летења.

## Исхрана
Храни се малим кичмењацима, углавном глодарима, гмизавцима, водоземцима и малим птицама, инсектима и повремено семењем. Начин живота је мало проучен.